# Shūsaku Hirasawa
Shūsaku Hirasawa (jap. 平沢 周策 Hirasawa Shūsaku; ur. 5 marca 1949) – japoński piłkarz, reprezentant kraju.

## Kariera klubowa
Od 1967 do 1978 roku występował w klubie Hitachi.

## Kariera reprezentacyjna
W reprezentacji Japonii zadebiutował w 1972. W reprezentacji Japonii występował w latach 1972-1974. W sumie w reprezentacji wystąpił w 11 spotkaniach.

## Statystyki
| Reprezentacja Japonii | Reprezentacja Japonii | Reprezentacja Japonii |
| Rok                   | Mecze                 | Gole                  |
| --------------------- | --------------------- | --------------------- |
| 1972                  | 2                     | 0                     |
| 1973                  | 4                     | 1                     |
| 1974                  | 5                     | 0                     |
| Razem                 | 11                    | 1                     |